# 本多忠烈
本多 忠烈（ほんだ ただつら）は、江戸時代中期の大名。大和国郡山藩の第5代藩主。

## 略歴
正徳6年（1716年）、第3代藩主・本多忠直の3男として郡山にて誕生。母は石井氏。幼名は喜十郎。
享保7年（1722年）、兄で先代藩主・忠村の夭逝により跡を継いだ。しかし幼少であることを理由に、所領を5万石にまで減らされた。このため、家臣団280人（306人とも）の解雇が行われ、屋敷などの大々的な取り壊しも行われた。
享保8年（1723年）11月27日、江戸で死去した。享年8。継嗣がなく、郡山藩（忠常流）本多家は断絶し改易となった。墓所は東京都文京区湯島の麟祥院。